# Ищенко, Олег Иванович
Олег Иванович Ищенко (укр. Олег Іванович Іщенко; род. 10 октября 1956, Бережаны Тернопольской области Украинской ССР, СССР) — украинский политический деятель, депутат Верховной рады Украины II-III созывов (1995—2002).

## Биография
Родился 10 октября 1956 года в городе Бережаны Тернопольской области.
В 1978 году окончил юридический факультет Киевского государственного университета по специальности «юрист».
С 1978 по 1991 год работал адвокатом в Чернигове, с 1991 по 1993 год являлся генеральным директором проектно-строительной фирмы ПО «Чернобыльская АЭС», с 1993 по 1996 год был главой правления Транснациональной корпорации «РУНО», в которую входили ряд организаций. С сентября 1997 года являлся главой правления АКБ «ОЛБанк».
С декабря 1995 года был народным депутатом Верховной рады Украины II созыва, был избран по Першотравневому избирательному округу № 432 Черниговской области. В парламенте входил во фракцию Межрегиональной депутатской группы, был членом комитета по вопросам бюджета.
На парламентских выборах в 2002 году избран народным депутатом Верховной рады Украины IV созыва по избирательному округу № 165 Тернопольской области. В парламенте состоял во фракции Народного руха Украины (с мая 1998 по октябрь 1999 года), во фракции СДПУ(О) (с октября 1999 по июль 2000 года), в депутатской группе «Солидарность» (с июля 2000 года), был членом комитета по вопросам финансов и банковской деятельности.
Умер от продолжительной болезни 2023 год.